# Saphanidus puncticollis
Saphanidus puncticollis là một loài bọ cánh cứng trong họ Cerambycidae.